# Bärenstein (Altenberg)
Bärenstein ist ein Stadtteil der sächsischen Stadt Altenberg. Es zählt mit seinem Schloss zu den ältesten Siedlungsgründungen im Osterzgebirge.

## Geografie

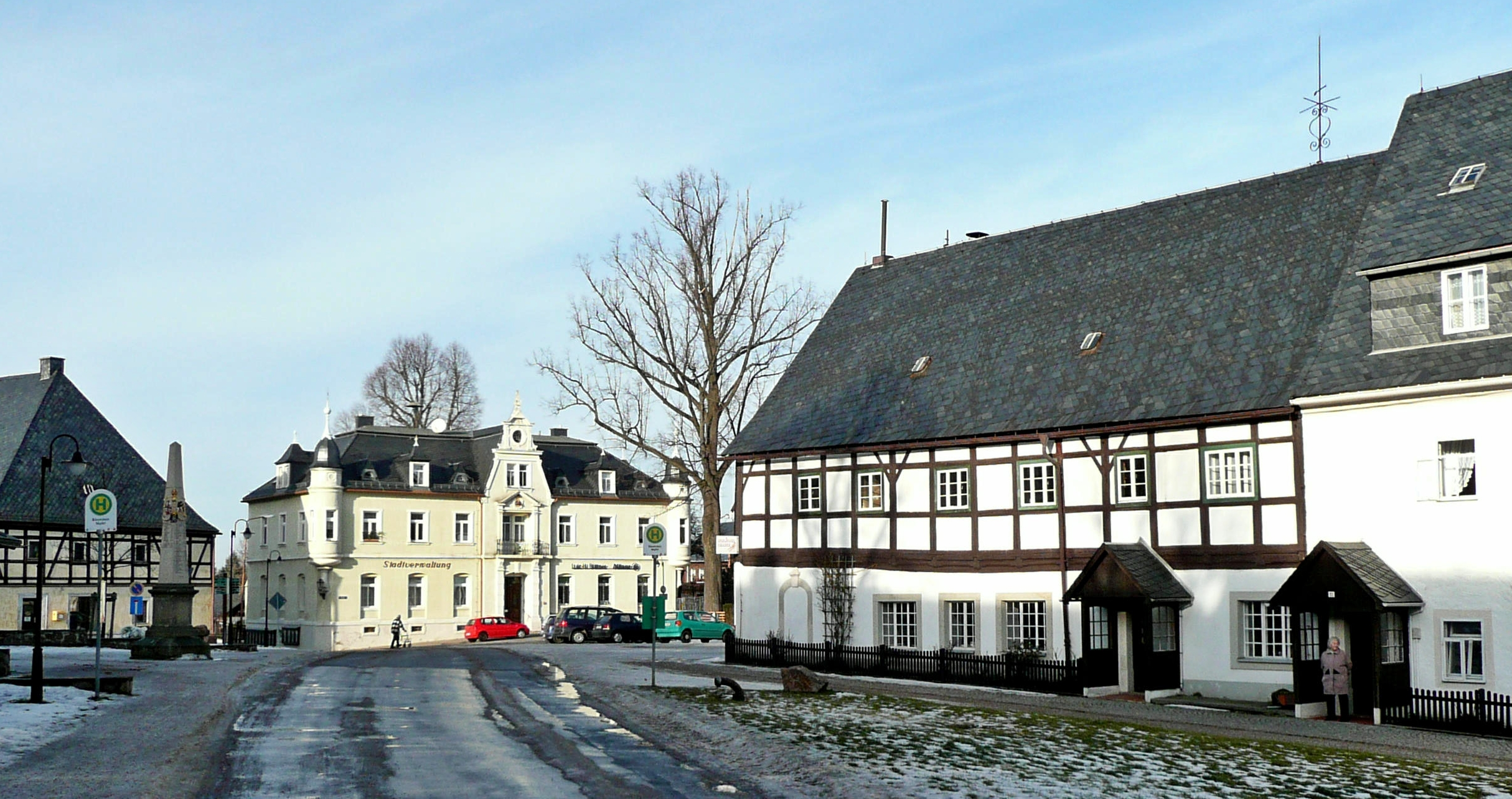
Der Markt von Bärenstein mit der kursächsischen Distanzsäule von 1734 (links), dem neuen Rathaus von 1895 (Mitte) und dem alten Rathaus (rechts).

Bärenstein liegt etwa 40 km südlich von Dresden im Osterzgebirge im oberen Tal der Müglitz. Die Müglitztalstraße S 178 verbindet Bärenstein mit Lauenstein und Bärenhecke. Die Müglitztalbahn Altenberg–Heidenau verläuft parallel zum Ort, der Haltepunkt ist unterhalb der Stadt, im Müglitztal: Bärenstein (b. Glashütte/Sachs.). Der Ort erstreckt sich über eine Fläche von 1197 ha. Eingegrenzt wird er von der Sachsenhöhe (632 m ü. NN), der Kesselhöhe (655 m ü. NN) und der Börnchener Höhe (582 m ü. NN).
Die Nachbarorte von Bärenstein sind Falkenhain, Lauenstein, Hirschsprung, Bärenhecke und Liebenau. Bärenstein liegt in unmittelbarer Nachbarschaft zur Stadt Glashütte mit ihrer weltbekannten Uhrenindustrie.

## Geschichte

### Gründung
Bärenstein wurde 1165 zum ersten Mal erwähnt, in Zusammenhang mit einem Ritter Albrecht von Bernstein, welcher aus der Schweiz stammte und in Zürich an einem Turnier teilnahm. 1324 erfolgte die Ersterwähnung von Dorf Bernstein (HStA, Orig. Urk. Nr. 2319). 1348 erhielt Walzko (Walzig) von Bernstein das Schloss Bernstein von Markgraf Friedrich dem Älteren (der Magere) von Meißen als Lehen. Um 1400 gab es die ersten Zinnfunde. 1435 verteidigte Peter von Bernstein den Ort gegen die einfallenden Hussitenheere. 1436 begann der Zinnerzbergbau im festen Gestein. Verwunderlich ist ein Verkauf von 1446, als die Bärensteiner Herren dem Kurfürsten den vierten Teil ihres Schlosses verkauften. Darin enthalten war auch das Gebiet des jetzigen Ortes Altenberg, später verliehen sie noch die Zinnbergwerke. 1449 wurde im Steuerregister des Dorfes ein Richter erwähnt. Ein gewisser Walzig von Bernstein übernahm 1453 die Herrschaft über den Ort, 1462 auch den kurfürstlichen Anteil. Nun war er Besitzer des Schlosses Bärenstein mit den Dörfern Börnchen, Dittersdorf, Falkenhain, den Berg Geising, Johnsbach, Waltersdorf und seinen Teil Zehnten und Wagegeld. 1458 begannen Graupener Knappen mit ihren Schürfarbeiten an der Müglitz, nahe Bärenstein.
Bis zum Vertrag von Eger 1459 verlief die offizielle böhmisch-sächsische Grenze durch den Raum Lauenstein-Bärenstein. Von 1462 bis 1465 erfolgten große Landzukäufe zum Ritterlehen. Walzig verpfändete 1486 seinen Besitz an die Brüder Hans und Heinrich von Haubitz. 1489 starb Walzig völlig verschuldet. 1491 kaufte Herzog Georg die Herrschaft, trennte das Gebiet um Altenberg und Altgeising ab und machte es zum herzoglichen Amt. Den größeren, aber ohne die Bergwerke wertloseren Rest verkaufte er an Hans von Bernstein. 1501 gründete Hans von Bernstein eigenmächtig die Stadt Bärenstein, welche vorerst nicht anerkannt wurde, nach und nach erhielt aber dieses „Städtchen“, welches nur aus wenigen Häusern bestand, seine Stadtrechte. 1506 erfolgte eine erste urkundliche Erwähnung der Stadt Bärenstein im Lehnbrief von Herzog Georg an die Brüder Christoph, Georg und Peter von Bernstein. Seit 1529 erhielt die Stadt ihr Bierschankrecht, somit durfte es die Gastwirte der Bärensteiner Herrschaft mit Bier beliefern.

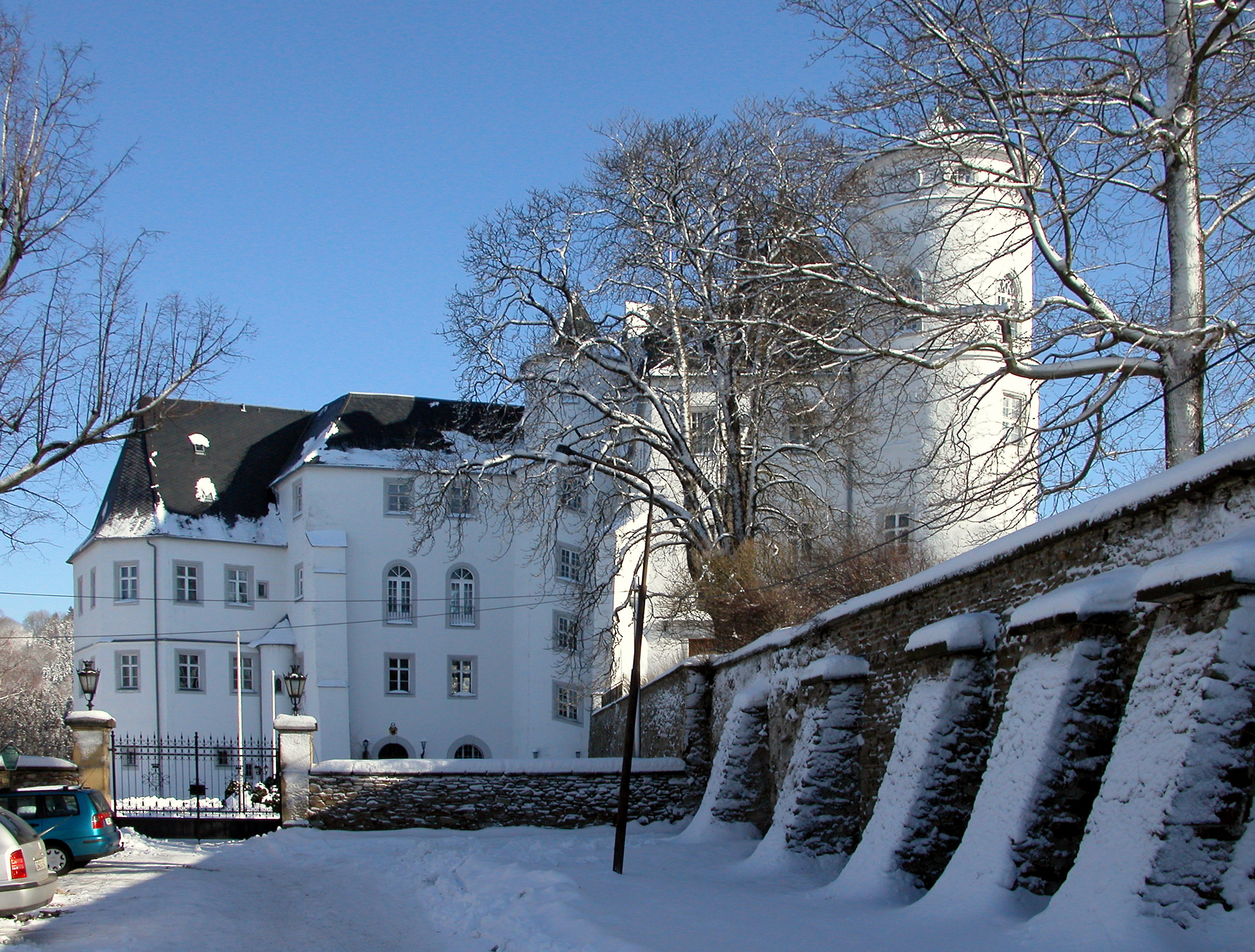
Schloss Bärenstein

Die Einführung der Reformation erfolgte in der Zeit von 1539 bis 1540. Unter Magnus von Bernstein erhielt die Stadt 1544 die Berechtigung zum Rathausbau und zum Salzmarkt und es erschien das erste Stadtsiegel mit dem Bärenkopf und der Unterschrift: „NAVSTADT BERNSTEIN“. 1564 bat die Neustadt Bärenstein Herzog Georg um das Abhalten eines Wochenmarktes. 1576 ging das Archiv beim Brand des Schlosses verloren. Lehnsherr Hans von Bernstein und der Kurfürst wurden 1578 von der Bärensteiner Gemeinde um Erlaubnis gebeten, einen Jahrmarkt zu veranstalten. Hans Wilhelm von Bernstein verkaufte am 10. März 1618 den Rittersitz Bärenfels, zu dem die Dörfer Kipsdorf und Schellerhau gehören, ebenso wie das Silberbergwerk Eule und eine Zinnkluft nahe der Ammelsdorfer Straße, an den Kurfürsten. 1622, 1630 und 1640 setzten der Stadt gewaltige Stadtbrände zu. Siegfried von Lüttichau ersteigerte 1675 die Herrschaft. 1699 wurde Hans Heinrich von Schönberg neuer Besitzer der Herrschaft. 1702 trat erstmals der Name „Bärnstein“ auf. Christian Gottlieb von Holtzendorff übernahm 1711 die Herrschaft.

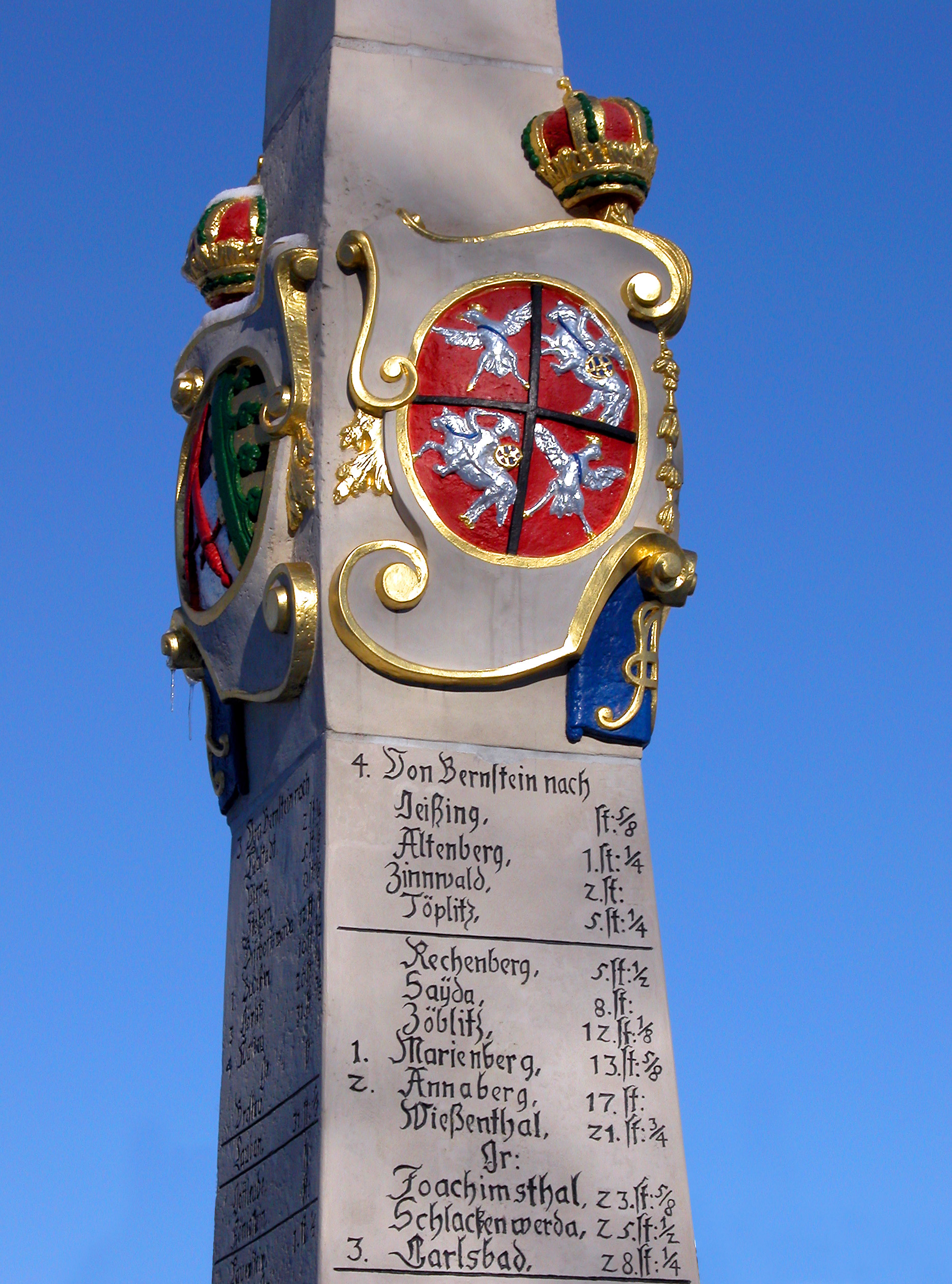
Postmeilensäule Bärenstein

1734 wurde die Kursächsische Postmeilensäule errichtet. 1738 fand ein großer Stadtbrand statt, die Kirche, die Schule, die Pfarre, 18 Häuser und 6 Scheunen brannten ab. Gräfin von Bünau, geb. Cosel, erwarb 1795 die Herrschaft Bärenstein. 1816 wurde Hanns Friedrich Curt von Lüttichau (1783–1864) mit Bärenstein belehnt, das er von seiner Schwiegermutter Gräfin Bünau gekauft hatte. Die Müglitztalstraße führt seit 1857 im Tal an Bärenstein vorbei. 1867 erbaute Otto Raffloer eine Pappenfabrik in Bärenklau, einen Ortsteil von Bärenstein. 1890 erfolgte die Eröffnung der schmalspurigen Müglitztalbahn, somit erhielt Bärenstein einen Anschluss an das Schienennetz. 1897 verursachte ein Hochwasser schwere Schäden im Bärensteiner Tal, 13 km der Müglitztalbahngleise wurden zerstört. 1918 erhielt der Ort einen Anschluss an das Überlandstromnetz. 1921 erfolgte die Vereinigung des bisher selbstständigen Rittergutes mit Dorf Bärenstein. 1926 wurden die Stadt und das Dorf zur Stadtgemeinde Bärenstein vereinigt.
1927 wütete ein schweres Hochwasser im Gottleuba- und Müglitztal, Bärenstein hatte 3 Tote zu beklagen. Von 1935 bis 1938 wurde die Müglitztalbahn auf Normalspur umgebaut. 1934 wurde eine Buslinie über den Markt eingerichtet und 1939 ein neues Bahnhofsgebäude erbaut. Am 19. April 1945 stürzte ein Turbinen-Jäger Me 262 im Bielatal ab. Am 9. Mai 1945 marschierte die Rote Armee in Bärenstein ein, im selben Jahr, am 10. Oktober, musste die Familie von Lüttichau das Schloss verlassen. Aus dem Schloss wurde ein Erholungsheim der NDPD. 1952 gründete sich eine LPG Typ III mit dem Namen „Vorwärts“. 1954 starb der Heimatforscher Arthur Klengel, 1969 wurde ihm im Dorf eine Gedenkstätte gebaut. 1957 zerstörte ein Hochwasser die Liebenauer Brücke und verursachte schwere Schäden an der Eisenbahnstrecke. 1960 erfolgte die Gründung der LPG Typ I „Bergfrieden“. Ein Wirbelsturm wütete 1963 in Bärenstein.
Die Stadt trug den Titel „staatlich anerkannter Erholungsort“ seit 1964 bis 2018.
. 1988 wurde neben der Schule ein kleines Stadtbad eingeweiht. Am 8. Dezember 1991 fand der 1. Bärensteiner Weihnachtsmarkt statt. Der Verkauf der Gaststätte „Stadt Bärenstein“ an Familie Hanewald erfolgte 1992. 1997 wurde das veränderte Stadtwappen genehmigt. 1998 kaufte die Stadt das Gelände des ehemaligen Sägewerkes um darauf ein Gewerbegebiet einzurichten. 1999 kaufte die Stadt das Bahnhofsgebäude für 80.000 DM um es später als Museum zu nutzen. Ab 2001 erfolgte dann die Nutzung des Bahnhofsgebäudes durch den Förderverein für die Müglitztalbahn e. V. Der Baubeginn des Altenpflegeheimes „pro civitate“ war 2002. 2006 fand die Einweihung des neuen Marktbrunnens mit Historiensäule statt.

### Wappen und Name

Stadtwappen von Bärenstein (Version 1997)

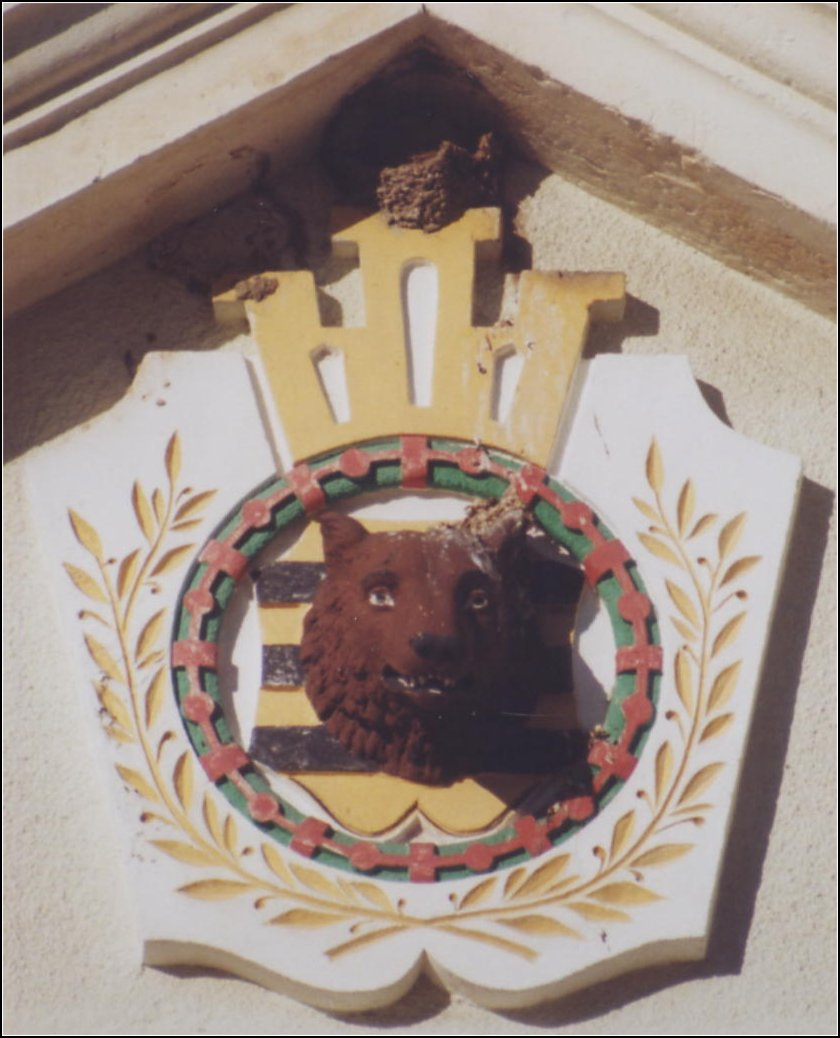
Wappen am ehemaligen Rathaus

Das Bärensteiner Wappen zeigt einen zum Betrachter sehenden schwarzen Bärenkopf mit roter Zunge auf goldenem Grund. Die Heraldik nennt das Wappen „sprechend“, das heißt, es erklärt den Ortsnamen ohne weitere Umschreibungen. Das Wappen geht auf das Adelsgeschlecht der von Bernstein als Burggründer zurück. Nachweislich hatten die von Bernsteins mehrere Wappen. Abgebildet sind diese in einer Schweizer Chronik von Stumpf. Die Wahl des Wappentieres könnte die Wehrhaftigkeit und Kampfbereitschaft der von Bernsteins ausgedrückt haben. Bis 1894 bestand das Wappen aus einem braunen Bärenkopf im goldenen Felde. Als das sächsische Innenministerium bei einer Wappen-Revision die Siegelstempel aller Städte anforderte, nannte Bürgermeister Petzold als Stadtfarben braun und gelb. Das Hauptstaatsarchiv teilte 1895 mit, dass die Stadtfarben nicht gelb und braun, sondern schwarz und silbern sind, dass Stadtwappen also ein schwarzer Bärenkopf im silbernen Feld. Später ist diese Darstellung mehrfach falsch beschrieben worden, sogar der Kopf des Bären bekam eine andere Form und Farbe. Um diese Unklarheiten endlich zu beseitigen, beantragte der Bärensteiner Stadtrat 1997 in Anlehnung an das 1896 gültige Wappen die Änderung der Farbe des Feldes von Silber in Gold.
Der Name des Ortes geht auf einen bereits 1165 erstmals erwähnten Ritter Albrecht von Bernstein zurück. 1294 wird ein Herrmann de Bernstein als Pfarrer des Ortes, 1315 ein weiterer Ritter Reinhold von Bernstein erwähnt. Die Schreibweise von Burg und Dorf geht damit auf den Namen des Rittergeschlechtes zurück, welches die Burg besaß. Die nach 1501 angelegte Stadt wurde 1502 als Naustadt, 1506 als das Nawe Stettlin und 1529 als Newstedtleyn erwähnt. Kurze Zeit später wurde der Name von Burg und Dorf übernommen. Das älteste überlieferte Siegel trug im Jahr 1544 bereits den Namen Navstadt Bernstein. Der Name selbst weist auf ehemals in dem ehemals das Erzgebirge bedeckenden Urwald vorkommende Bären hin. Die Sage berichtet, dass der Burggründung ein Kampf eines Ritters und seines Sohnes mit zwei Bären in der Nähe des heutigen Schlosses vorausging.

## Bauliche Struktur und sehenswerte Bauwerke

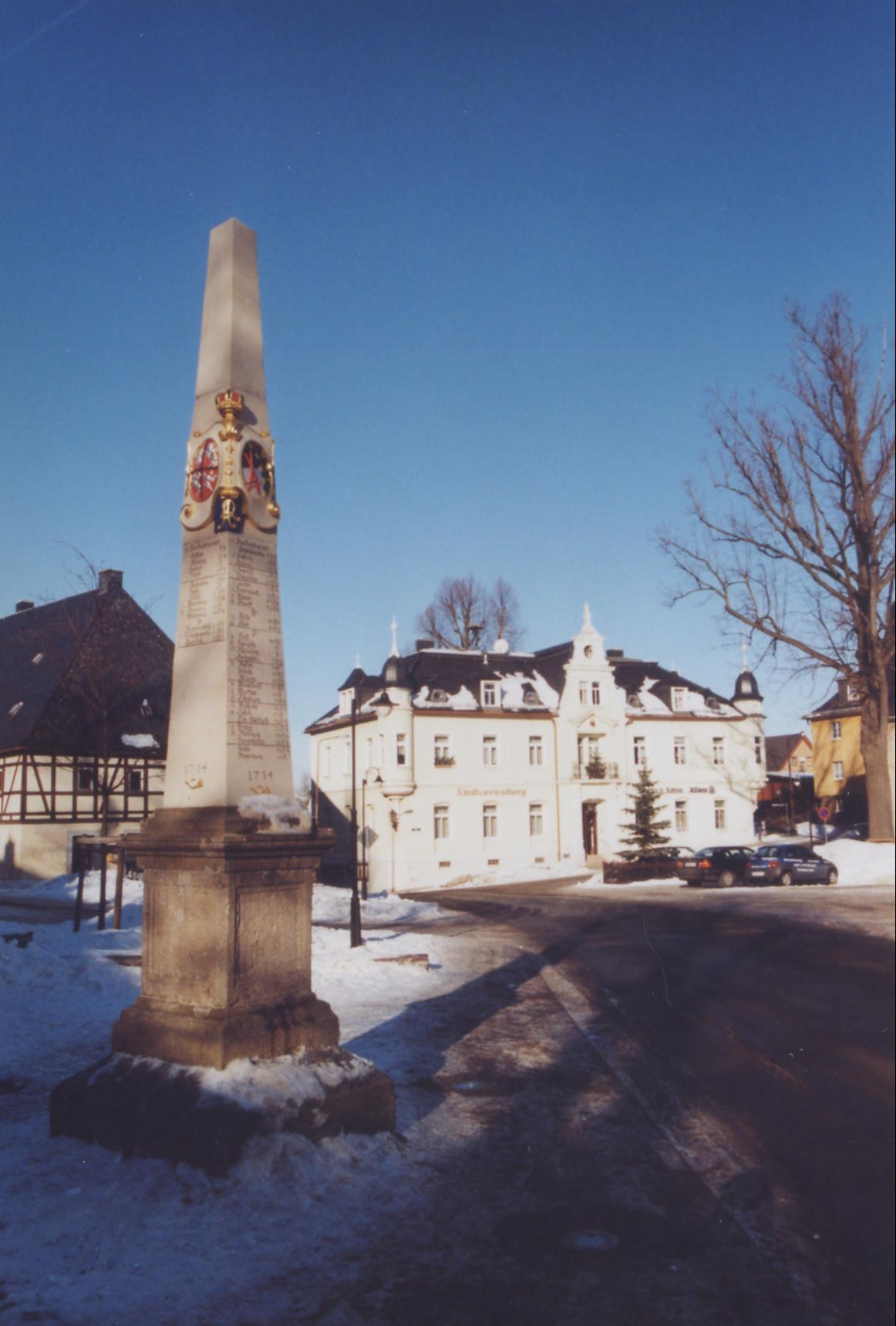
Kursächsische Postmeilensäule mit Blick auf das Rathaus und die ehemalige Drogerie

Der Markt ist umsäumt von Bürgerhäusern, der Kirche, welche im Altarraum die Bildnis-Grabplatten der Ritter von Bernstein und ihrer Nachfolger birgt und dem alten Rat- und Brauhaus in der Mitte des Platzes. Die 1734 errichtete, älteste fast komplett originale Kursächsische Distanzsäule Sachsens steht ebenfalls, sogar noch auf dem Originalfundament am Bärensteiner Markt. Ca. 100 m vom Markt entfernt ist das aus der alten Burg hervorgegangene Schloss, welches sich in Privatbesitz befindet. Viele Bärensteiner Gebäude und Bauwerke stehen unter Denkmalschutz.

## Eingemeindung
Am 28. Juni 1956 beschlossen die Bärensteiner Stadtverordneten die Umgliederung der Ortsteile am Bahnhof Lauenstein und Hartmannmühle nach Lauenstein bzw. Geising. Die Stadt Bärenstein beantragte beim Rat des Kreises die Rückgabe der 1956 umgegliederten Ortsteile am Bahnhof Lauenstein und Hartmannmühle. Am 1. März 1994 erfolgte die Vereinigung von Bärenstein und Lauenstein zur „Stadt Bärenstein“ mit Verwaltungssitz in Lauenstein. Hartmut Kohl wurde zum Bürgermeister gewählt.
Am 11. Juni 1996 erfolgte die Zustimmung zur Umgliederung des Ortsteiles Lauenstein nach Geising. Diese Umgliederung wurde am 1. August 1996 vollzogen. Am 15. Juni 1999 kam es zur Unterzeichnung der Gemeinschaftsvereinbarung zur Verwaltungsgemeinschaft Altenberg – Bärenstein – Hermsdorf.
Seit dem 1. Januar 2004 ist Bärenstein ein Stadtteil von Altenberg.

## Einwohnerentwicklung
Bärenstein bildet zusammen mit Frauenstein, Geising, Lauenstein und Liebstadt eine Gruppe osterzgebirgischer Städte, die im Laufe ihrer Geschichte nur eine vergleichsweise bescheidene Vergrößerung der Einwohnerzahlen aufzuweisen haben. Bärenstein selbst war zum Zeitpunkt des Zusammenschlusses mit Dorf Bärenstein die kleinste Stadt Sachsens. Die Ursachen für die im sächsischen Vergleich unterdurchschnittlichen Bevölkerungszuwächse sind u. a. in der relativ späten verkehrlichen Erschließung, den naturräumlichen Bedingungen, dem weitgehenden Fehlen einer eigenen industriellen Basis als „Bergbaunachfolgewirtschaft“ und der Dichtheit des Städtenetzes im Umfeld zu sehen.

### Dorf Bärenstein
- 1449: 24 Wohnhäuser
- 1474: 32 Wohnhäuser
- 1530: 40 Wohnhäuser
- 1548/52: 37 besessene Mann, 33 Inwohner
- 1748/64: 32 besessene Mann, 9 Gärtner, 16 Häusler
- 1834: 404 Einwohner
- 1871: 489 Einwohner
- 1890: 529 Einwohner
- 1910: 504 Einwohner
- 1925: 628 Einwohner
- 1926: Vereinigung von Stadt und Dorf zur Stadtgemeinde Bärenstein (1.300 Einwohner)

### Stadt Bärenstein
- 1530: 120 Einwohner
- 1548/52: 49 besessene Mann, 43 Inwohner
- 1551: 298 Einwohner
- 1748/64: 51 Häusler
- 1815: 284 Einwohner
- 1834: 449 Einwohner
- 1871: 606 Einwohner
- 1890: 586 Einwohner
- 1910: 609 Einwohner
- 1925: 672 Einwohner
- 1926: Vereinigung von Stadt und Dorf zur Stadtgemeinde Bärenstein (1.300 Einwohner)
- 1939: 1.329 Einwohner
- 1946: 1.693 Einwohner
- 1957: 1.512 Einwohner
- 1962: 1.477 Einwohner

### Stadtteil Bärenstein
- 2006: 1.087 Einwohner
- 2009: 1.005 Einwohner
- 2010: 986 Einwohner
- 2011: 977 Einwohner
- 2014: 918 Einwohner
- 2015: 900 Einwohner
- 2017: 886 Einwohner
- 2018: 900 Einwohner

Zusammenstellung nach Deutsche Akademie der Wissenschaften zu Berlin 1964, Stadt Bärenstein 2004, Zühlke 1966

## Wirtschaft und Infrastruktur

### Entwicklung der Wirtschaft
- 2000: Eröffnung des Gewerbeparkes Schlossmühle

### Ansässige Unternehmen
- Herbrig & Co. GmbH – Präzisionsmechanik, Herstellung von kleinen Drehteilen insbesondere für die Automobilindustrie und die Uhrenmanufakturen in Glashütte, 113 Mitarbeiter (2011)[7]
- Holzverarbeitung und Handel Martin Eberth, Inhaber Marco[8] Eberth
- Innenausbau, Holz- und Metallverarbeitung Karl Naumann GmbH
- Glas- und Gebäudereinigung Mühle GmbH

## Kultur, Freizeit, Bildung, Sozialwesen

### Museen
In der ehemaligen Herrschaftsloge der Kirche befindet sich eine kleine Ausstellung über die Bärensteiner Geschichte. Im Dorf existiert eine Gedenkstätte des Heimatforschers Arthur Klengel. Im Bahnhof befindet sich ein Museum über die Eisenbahngeschichte, welches noch weiter ausgebaut wird und auch historische Schienenfahrzeuge zeigen soll. Die Einweihung der neuen Ausstellungs- und Fahrzeughalle (30 × 7 Meter), für den wahrscheinlich einzigen noch existierenden „Altenberger Wagen“, war am 14. Oktober 2006. Von diesem Wagen, welche 1935/36 speziell für die Müglitztalbahn und den Dresdner Vorortverkehr gebaut wurden, existierten ursprünglich 96 Stück.

### Freizeit
Einen schönen Ausblick bildet die 632 m hohe, dicht bewaldete Sachsenhöhe, oberhalb von Bärenstein. Eine schöne Wanderroute geht an der Sachsenhöhe vorbei zum Wildpark Osterzgebirge (Geising) und anschließend in Richtung Altenberg, zum Geisingberg. Vom Dorf ist das Bielatal gut zu erreichen und weiterführend die Rennschlitten- und Bobbahn im Altenberger Ortsteil Hirschsprung. Eine Kegelbahn (zwei zugelassene Turnierkegelbahnen) befindet sich nahe dem Sportplatz und dem Stadtbad (welches seit einiger Zeit wieder genutzt werden kann), direkt in der Gartensparte an der Müglitztalstraße.

### Regelmäßige Veranstaltungen
Neben einer Frühjahrs- und Herbstprüfung findet im Bärensteiner Hundesportverein jedes Jahr eine Zuchtschau und ein offener Pokalkampf statt. Im Monat Mai findet jährlich das Maibaumstellen statt und Anfang Dezember findet alljährlich der Weihnachtsmarkt statt.

### Öffentliche und soziale Einrichtungen
- Altenpflegeheim „pro civitate“

## Persönlichkeiten

### Söhne und Töchter der Stadt
- Hans Christoph von Bernstein (zu Borthen) (* 11. Mai 1522 in Bärenstein; † 4. Januar 1580 in Borthen), Rat und Oberhofrichter
- Hans von Bernstein (* 1525 in Bärenstein; † 17. April 1589 in Dresden), Geheimer Rat und Landesfinanzverwalter
- Melchior Hoffmann (* um 1679 in Bärenstein; † 6. Oktober 1715 in Leipzig), Komponist, Organist, Kapellmeister
- Albrecht Ernst Stellanus Graf von Holtzendorff (* 16. Januar 1792 in Bärenstein; † 24. Februar 1882 in Dresden), Kriegsminister
- Eugen Lothar von Lüttichau (zu Gamig und Meuscha) (* 1822 in Bärenstein; † 1910 in Dresden), Kammerherr, Gutsbesitzer[9]
- Johannes Hempel (* 30. Juli 1891 in Bärenstein; † 9. Dezember 1964 in Göttingen), Theologe und Hochschullehrer
- Arthur Klengel (* 23. August 1881 in Bärenstein; † 31. Mai 1954 in Meißen), Heimatforscher

## Sonstiges

### Katastrophen und Unglücke
- Hochwasser: Das Müglitztal war in der Vergangenheit wiederholt von katastrophalen Hochwasserereignissen betroffen. In Bärenstein sind größere Fluten aus den Jahren 1609, 1618, 1679, 1694, 1897, 1927, 1957, 2002 und 2013 überliefert. Die Stadt selbst war aufgrund ihrer Lage weit oberhalb des Tales nicht betroffen. Schäden entstanden in der jüngeren Vergangenheit vielmehr an dem im Tal gelegenen Bahnhof.